# Puchar Wysp Owczych w piłce nożnej (1992)
Puchar Wysp Owczych w piłce nożnej mężczyzn 1992 (far. Løgmanssteypið) – 46. edycja rozgrywek mających na celu wyłonienie zdobywcy Pucharu Wysp Owczych. Tytułu bronił klub B36 Tórshavn, a przejął go HB Tórshavn.

## Uczestnicy
W Pucharze Wysp Owczych wzięły udział drużyny ze wszystkich poziomów ligowych na archipelagu.
| Grający od rundy eliminacyjnej | |                         |                            |
| 1. deild 1992 10 drużyn | 2. deild 1992 8 drużyn                                                                                    | 3. deild 1992 1 drużyna | 4. deild 1992 2 drużyny    |
| - B36 Tórshavn - B68 Toftir - B71 Sandoy - GÍ Gøta - HB Tórshavn - KÍ Klaksvík - NSÍ Runavík - SÍF Sandavágur - TB Tvøroyri - VB Vágur | - EB Eiði - ÍF Fuglafjørður - LÍF Leirvík - MB Miðvágur - Royn Hvalba - SÍ Sørvágur - SÍ Sumba - Skála ÍF | - ÍF Streymur           | - AB Argir - Fram Tórshavn |

## Terminarz
| Runda              | Data pierwszego meczu         | Data drugiego meczu | Uwagi                                                     |
| ------------------ | ----------------------------- | ------------------- | --------------------------------------------------------- |
| Runda eliminacyjna | 11, 12, 15 i 16 kwietnia 1992 | nie rozgrywa się    | Udział rozpoczęły drużyny ze wszystkich poziomów ligowych |
| Ćwierćfinał        | 20 i 30 maja 1992             | nie rozgrywa się    |                                                           |
| Półfinał           | 5 i 12 czerwca 1992           | 24 czerwca 1992     |                                                           |
| Finał              | 12 sierpnia 1992              | nie rozgrywa się    |                                                           |

## Runda eliminacyjna

### 1. runda
| Drużyna 1        | Wynik   | Drużyna 2     |
| ---------------- | ------- | ------------- |
| 11 kwietnia 1992 |         |               |
| SÍF Sandavágur   | 1:0     | Skála ÍF      |
| 12 kwietnia 1992 |         |               |
| VB Vágur         | 4:2     | B71 Sandoy    |
| TB Tvøroyri      | 2:1 pd. | B36 Tórshavn  |
| Royn Hvalba      | 5:0     | Fram Tórshavn |
| EB Eiði          | 0:4     | B68 Toftir    |

| 11 kwietnia 1992 | SÍF Sandavágur       | 1:0   | Skála ÍF |                                                           |
|                  | Arngrím S. Thomassen | (0:0) |          | Valloyran, Sandavágur Sędzia: Jónfinn Olsen (MB Miðvágur) |

| 12 kwietnia 1992    | VB Vágur                                           | 4:2   | B71 Sandoy      |                                                         |
|                     | Pól Thorsteinsson · Jan Allan Müller · Rúni Nolsøe | (3:1) | Piotr Krakowski | á Eiðinum, Vágur Sędzia: Oddmar Andreasen (HB Tórshavn) |
| Jens Sivar Djurhuus | Páll Ivan Petersen                                 | (3:1) |                 | á Eiðinum, Vágur Sędzia: Oddmar Andreasen (HB Tórshavn) |

| 12 kwietnia 1992                                         | TB Tvøroyri                         | 2:1 (pd.)  | B36 Tórshavn                 |                                                          |
|                                                          | Vilmund Michelsen · Bogi Johannesen | (0:1, 1:1) | ?' (k.) Jens Kristian Hansen | Sevmýri, Tvøroyri Sędzia: Petur Erhard Kjærbo (SÍ Sumba) |
| Oluf Mortensen · Torfinnur Mortensen · Vilmund Michelsen | Jákup Símun Simonsen                | (0:1, 1:1) |                              | Sevmýri, Tvøroyri Sędzia: Petur Erhard Kjærbo (SÍ Sumba) |

| 12 kwietnia 1992 | Royn Hvalba                  | 5:0   | Fram Tórshavn |                   |
|                  | Óli Jensen · Njálur Niclasen | (1:0) |               | Sevmýri, Tvøroyri |

| 12 kwietnia 1992 | EB Eiði | 0:4   | B68 Toftir                                                         |                                                           |
|                  |         | (0:2) | ?' (k.) Jógvan Martin Olsen · Súni Fríði Johannesen · Øssur Hansen | á Mølini, Eiði Sędzia: Baldvin Baldvinsson (B36 Tórshavn) |

### 2. runda
| Drużyna 1        | Wynik   | Drużyna 2   |
| ---------------- | ------- | ----------- |
| 15 kwietnia 1992 |         |             |
| TB Tvøroyri      | 2:1     | ÍF Streymur |
| 16 kwietnia 1992 |         |             |
| AB Argir         | 0:8     | MB Miðvágur |
| SÍF Sandavágur   | 2:1 pd. | SÍ Sumba    |
| NSÍ Runavík      | 2:0     | SÍ Sørvágur |
| KÍ Klaksvík      | 4:0     | LÍF Leirvík |
| ÍF Fuglafjørður  | 2:1     | VB Vágur    |
| HB Tórshavn      | 2:0     | GÍ Gøta     |
| B68 Toftir       | 3:1     | Royn Hvalba |

| 15 kwietnia 1992 | TB Tvøroyri                    | 2:1   | ÍF Streymur |                                                               |
|                  | Gullok Svalbard · Bent Albinus | (2:1) | Egil á Bø   | Sevmýri, Tvøroyri Sędzia: Jóhan Petur Olgarsson (Royn Hvalba) |
| Gullok Svalbard  |                                | (2:1) |             | Sevmýri, Tvøroyri Sędzia: Jóhan Petur Olgarsson (Royn Hvalba) |

| 16 kwietnia 1992 | AB Argir | 0:8   | MB Miðvágur                                                        |                     |
|                  |          | (0:4) | Mikkjal Danielsen · Jóhannis Joensen · Oben Poulsen · Bjarni Prior | Skansi Arena, Argir |

| 16 kwietnia 1992 | SÍF Sandavágur                        | 2:1 (pd.)       | SÍ Sumba          |                                                            |
|                  | Hegga Samuelsen 96' · Heri Olsen 104' | (0:0, 0:0, 1:1) | 112' Georg Kjærbo | Valloyran, Sandavágur Sędzia: Jóhan Carl Dam (HB Tórshavn) |

| 16 kwietnia 1992 | NSÍ Runavík       | 2:0   | SÍ Sørvágur |                                                         |
|                  | Jack Jacobsen     | (0:0) |             | við Løkin, Runavík Sędzia: Nemus Djurhuus (HB Tórshavn) |
|                  | Arnjohn Hvítklett | (0:0) |             | við Løkin, Runavík Sędzia: Nemus Djurhuus (HB Tórshavn) |

| 16 kwietnia 1992 | KÍ Klaksvík                                   | 4:0   | LÍF Leirvík |                                                         |
|                  | Fríðin Ziskason · Kurt Mørkøre · Todi Jónsson | (1:0) |             | við Djúpumýrar, Klaksvík Sędzia: James Olsen (Skála ÍF) |

| 16 kwietnia 1992 | ÍF Fuglafjørður                       | 2:1   | VB Vágur |                                                                   |
|                  | Eyðun Klakstein · Ólavur Ellingsgaard | (0:1) | Búi Dahl | í Fløtugerði, Fuglafjørður Sędzia: Harry Benjaminsen (B68 Toftir) |

| 16 kwietnia 1992 | HB Tórshavn                                         | 2:0   | GÍ Gøta |                                                                            |
|                  | Gunnar Mohr · Jan Dam                               | (1:0) |         | Gundadalur (ovari vøllur), Tórshavn Sędzia: Kim Ejdesgaard (Fram Tórshavn) |
| Uni Arge         | Magni Jarnskor · Erland Tvørfoss · Henning Jarnskor | (1:0) |         | Gundadalur (ovari vøllur), Tórshavn Sędzia: Kim Ejdesgaard (Fram Tórshavn) |

| 16 kwietnia 1992 | B68 Toftir                                            | 3:1   | Royn Hvalba    |                     |
|                  | Ingolf Petersen · Petur Hans Hansen · Jacob Eli Olsen | (0:0) | Ingi Mortensen | Svangaskarð, Toftir |

## Runda finałowa

### Ćwierćfinały
| Drużyna 1       | Wynik   | Drużyna 2      |
| --------------- | ------- | -------------- |
| 20 maja 1992    |         |                |
| ÍF Fuglafjørður | 1:2     | NSÍ Runavík    |
| KÍ Klaksvík     | 5:0     | B68 Toftir     |
| MB Miðvágur     | 3:1 pd. | SÍF Sandavágur |
| 30 maja 1992    |         |                |
| TB Tvøroyri     | 3:4     | HB Tórshavn    |

| 20 maja 1992 | ÍF Fuglafjørður     | 1:2   | NSÍ Runavík                                   |                                                                 |
|              | Eyðun Klakstein 48' | (0:0) | 80' Meinhard Hansen · 90+6' Arnfinn Langgaard | í Fløtugerði, Fuglafjørður Sędzia: Lassin Isaksen (KÍ Klaksvík) |

| 20 maja 1992 | KÍ Klaksvík                                                                                          | 5:0   | B68 Toftir |                                                                 |
|              | John Ryan 27' (k.) · Kurt Mørkøre 40' · Todi Jónsson 70' · Olgar Danielsen 80' · Jákup Mikkelsen 88' | (0:0) |            | við Djúpumýrar, Klaksvík Sędzia: Kim Ejdesgaard (Fram Tórshavn) |
| Todi Jónsson | Ingemar Højgaard · Jógvan Martin Olsen · Súni Fríði Johannesen                                       | (0:0) |            | við Djúpumýrar, Klaksvík Sędzia: Kim Ejdesgaard (Fram Tórshavn) |

| 20 maja 1992        | MB Miðvágur                                                   | 3:1 (pd.)       | SÍF Sandavágur      |                                                         |
|                     | Bjarni Prior 52' · Birgir Jørgensen 97' · Ellef Ellefsen 119' | (0:1, 1:1, 2:1) | 40' Hegga Samuelsen | MB-Arena, Miðvágur Sędzia: Nemus Djurhuus (HB Tórshavn) |
| Jógvan Páll Joensen | Magnus Simonsen                                               | (0:1, 1:1, 2:1) |                     | MB-Arena, Miðvágur Sędzia: Nemus Djurhuus (HB Tórshavn) |

| 30 maja 1992    | TB Tvøroyri                         | 3:4   | HB Tórshavn                       |                                                        |
|                 | Bogi Johannesen · Vilmund Michelsen | (1:3) | Uni Arge · Gunnar Mohr · Bogi Dam | Sevmýri, Tvøroyri Sędzia: Niklas á Líðarenda (GÍ Gøta) |
| Bogi Johannesen |                                     | (1:3) |                                   | Sevmýri, Tvøroyri Sędzia: Niklas á Líðarenda (GÍ Gøta) |

### Półfinały
| Drużyna 1                            | Wynik dwumeczu | Drużyna 2   | Pierwszy mecz | Drugi mecz |
| ------------------------------------ | -------------- | ----------- | ------------- | ---------- |
| HB Tórshavn                          | 6 – 0          | NSÍ Runavík | 1:0           | 5:0        |
| KÍ Klaksvík                          | 4 – 1          | MB Miðvágur | 1:1           | 3:0        |
| Po lewej gospodarz pierwszego meczu. |                |             |               |            |

#### Pierwsze mecze
| 5 czerwca 1992 | HB Tórshavn       | 1:0   | NSÍ Runavík |                                                                                |
|                | Uni Arge          | (0:0) |             | Gundadalur (ovari vøllur), Tórshavn Sędzia: Baldvin Baldvinsson (B36 Tórshavn) |
|                | Arnfinn Langgaard | (0:0) |             | Gundadalur (ovari vøllur), Tórshavn Sędzia: Baldvin Baldvinsson (B36 Tórshavn) |

| 12 czerwca 1992 | KÍ Klaksvík                                                 | 1:1   | MB Miðvágur      |                                                               |
|                 | Birgir Jørgensen 20'                                        | (0:1) | 90' Kurt Mørkøre | við Djúpumýrar, Klaksvík Sędzia: Jóhan Carl Dam (HB Tórshavn) |
| Kurt Mørkøre    | Mikkjal Danielsen · Erik Heinesen · Jens Kristian Haraldsen | (0:1) |                  | við Djúpumýrar, Klaksvík Sędzia: Jóhan Carl Dam (HB Tórshavn) |

#### Rewanże
| 24 czerwca 1992 | NSÍ Runavík                                 | 0:5   | HB Tórshavn                                                |                                                         |
|                 |                                             | (0:2) | Gunnar Mohr · Jan Dam · Jens Erik Rasmussen · Suni Reinert | við Løkin, Runavík Sędzia: Niklas á Líðarenda (GÍ Gøta) |
| Uni Hansen      | Jan Dam · Hans Petur í Brekkunum · Uni Arge | (0:2) |                                                            | við Løkin, Runavík Sędzia: Niklas á Líðarenda (GÍ Gøta) |

| 24 czerwca 1992                  | MB Miðvágur | 0:3   | KÍ Klaksvík                                                  |                                                           |
|                                  |             | (0:1) | ?' (k.) John Ryan · Sørin Petersen · Sámal Eyðfinn Akursmørk | MB-Arena, Miðvágur Sędzia: Kim Ejdesgaard (Fram Tórshavn) |
| Ellef Ellefsen · Petur Eiriksson |             | (0:1) |                                                              | MB-Arena, Miðvágur Sędzia: Kim Ejdesgaard (Fram Tórshavn) |

### Finał
| 12 sierpnia 1992 | HB Tórshavn · Gunnar Mohr | 1:0(1:0)Raport | KÍ Klaksvík             | Gundadalur (ovari vøllur), Tórshavn Sędzia: Kim Ejdesgaard (Fram Tórshavn) |
|                  |                           |                | kartki: · Allan Mørkøre |                                                                            |

|                 |    |                          |
|                 |    |                          |
| BR              | 1  | Kaj Leo Johannesen       |
| OB              | 2  | Niels Suni Poulsen       |
| OB              | 4  | Heðin Askham             |
| OB              | 5  | Niels Pauli Jacobsen (C) |
| OB              | 6  | Jan Dam                  |
| PO              | 7  | Sámal Erik Hentze        |
| PO              | 8  | Rói Árting               |
| PO              | 9  | Leivur Holm              |
| PO              | 11 | Bogi Dam                 |
| NA              | 10 | Gunnar Mohr              |
| NA              | 15 | Uni Arge                 |
| Rezerwowi:      |    |                          |
| BR              | 12 | Bárður Johannesen        |
| OB              | 3  | Niclas Johannesen        |
| PO              | 14 | Hans Petur í Brekkunum   |
| NA              | 13 | Sigfríður Clementsen     |
| NA              | 16 | Suni Reinert             |
| Trener:         |    |                          |
| Sverri Jacobsen |    |                          |

|            |    |                        |
|            |    |                        |
| BR         | 1  | Jákup Mikkelsen (C)    |
| OB         | 2  | John Ryan              |
| OB         | 3  | Petur Ovi Ellingsgaard |
| OB         | 4  | Fríðin Ziskason        |
| OB         | 9  | Allan Mørkøre          |
| OB         | 11 | Harley Bertholdsen     |
| PO         | 8  | Jan Joensen            |
| PO         | 12 | Jan Andreasen          |
| PO         | 14 | Beinir Poulsen         |
| NA         | 7  | Olgar Danielsen        |
| NA         | 16 | Sørin Petersen         |
| Rezerwowi: |    |                        |
| BR         | 21 | John William Joensen   |
| OB         | 10 | Allan Joensen          |
| OB         | 13 | Heini Hansen           |
| OB         | 17 | Finn Baldvinsson       |
| Trener:    |    |                        |
| Petur Mohr |    |                        |

| Zdobywca Pucharu Wysp Owczych 1992 |
| HB Tórshavn 23. tytuł              |
| ---------------------------------- |